# Madison (Arkansas)
Madison é uma cidade localizada no estado americano de Arkansas, no Condado de St. Francis.

## Demografia
Segundo o censo americano de 2000, a sua população era de 987 habitantes.
Em 2006, foi estimada uma população de 899, um decréscimo de 88 (-8.9%).

## Geografia
De acordo com o United States Census Bureau, a localidade tem uma área de 4,6 km², dos quais 4,4 km² cobertos por terra e 0,2 km² cobertos por água. Madison localiza-se a aproximadamente 125 m acima do nível do mar.

## Localidades na vizinhança
O diagrama seguinte representa as localidades num raio de 24 km ao redor de Madison.